# Can Robert (les Llosses)
Can Robert és una casa al municipi de les Llosses inclosa en l'Inventari del Patrimoni Arquitectònic de Catalunya, a la vora de l'antic camí de Berga a Ripoll.
És una casa de planta quadrangular amb teulada àrab, a quatre vents. Malgrat que avui és una masoveria, a l'origen havia estat concebuda com a hostal o petit balneari, la qual cosa fa que l'estructura interna no s'adeqüi a la d'una casa pairal. La casa té planta baixa, on hi ha un menjador, una cuina i una sala, espais als que s'accedeix des d'un vestíbul. En els dos pisos superiors hi ha habitacions (sis en el primer i vuit al segon). Té la façana principal al sud, i és una construcció a quatre façanes, totes molt semblants (amb tres finestres per pis). Aquesta casa va ser construïda l'any 1880 pel seu propietari el qual feu analitzar l'aigua d'una font sulfurosa que es troba pocs metres de la casa. Va funcionar com a balneari fins als anys 1960. A partir de la postguerra va esdevenir una masoveria. D'ençà la construcció, les reformes arquitectòniques més importants que ha sofert tingueren lloc l'any 1968, moment en què s'habilità la planta baixa, transformant-la en un pis. Diuen els actuals masovers que la construcció de l'edifici va costar, a les darreries del segle xix, deu mil pessetes. L' estat de conservació de l'edifici i dels accessos és força deplorable. La construcció de la nova carretera ha apartat de la circulació. La font va ser colgada després d'unes obres al camí.